# Фольварк (Опольське воєводство)
Фольварк (пол. Folwark) — село в Польщі, у гміні Прушкув Опольського повіту Опольського воєводства.
Населення — 250 осіб (2011).

## Демографія
Демографічна структура станом на 31 березня 2011 року:
|          | Загалом | Допрацездатний вік | Працездатний вік | Постпрацездатний вік |
| -------- | ------- | ------------------ | ---------------- | -------------------- |
| Чоловіки | 134     | 30                 | 88               | 16                   |
| Жінки    | 116     | 13                 | 76               | 27                   |
| Разом    | 250     | 43                 | 164              | 43                   |